# Suseni (Argeș)
Suseni è un comune della Romania di 3 149 abitanti, ubicato nel distretto di Argeș, nella regione storica della Muntenia.
Il comune è formato dall'unione di 9 villaggi: Burdești, Cerșani, Chirib, Găleșești, Pădureni, Ștefănești, Strâmbeni, Suseni, Țuțulești.